# Hydroniscus lobocephalus
Hydroniscus lobocephalus är en kräftdjursart som beskrevs av Roger J. Lincoln1985. Hydroniscus lobocephalus ingår i släktet Hydroniscus och familjen Haploniscidae.
Artens utbredningsområde är havet kring Nya Zeeland. Inga underarter finns listade i Catalogue of Life.